# Callistochiton pulchrior
Callistochiton pulchrior är en blötdjursart som beskrevs av Henry Augustus Pilsbry 1893. Callistochiton pulchrior ingår i släktet Callistochiton och familjen Ischnochitonidae. Inga underarter finns listade i Catalogue of Life.